# 富山薬品工業
富山薬品工業株式会社（とみやまやくひんこうぎょう、英語：TOMIYAMA PURE CHEMICAL INDUSTRIES, LTD.）は、東京都中央区に本社を置く1946年創業の高純度化学薬品（ファインケミカル）メーカーである。

## 沿革
富山又三郎が東京・麻布でアンモニア水などの工業用試薬を販売する会社、富山薬品商会を1946年に創業した。翌年に現在の社名に変更し、1952年から電子部品用薬品の製造を開始する。1962年に埼玉県富士見市に工場を移設、1966年にはホウ酸専用工場を新設した。1982年からリチウム電池用電解液の量産を開始、1985年には福島県双葉郡大熊町に大熊工場を建設した。2011年には福島第一原子力発電所事故により、大熊工場への立ち入りができなくなり操業を全面停止している。富山薬品は代替として茨城県神栖市に新工場を建設している。震災から13ヵ月後の2012年4月には鹿島工場を稼動させている。

## 事業内容
高純度化学薬品の開発・製造・販売。
アルミ電解コンデンサの電解液では大きなシェアを占めており、東日本大震災で富山薬品の工場が被災した際は、アルミ電解コンデンサ業界全体に影響が出ると見られ、業界関連株が急落した。

## 主要製品
- 試薬
- 電解コンデンサー(キャパシター)用薬品
- 固体電解コンデンサー用薬品
- 機能性コンデンサー用薬品
- リチウム電池用電解液
- 特殊高純度化学薬品

など高純度化学薬品全般

## 主要事業所
- 本社 - 東京都中央区日本橋本町1-2-6
- 鹿島工場 - 茨城県神栖市砂山14-2
- 生産技術センター - 埼玉県富士見市水谷東3-11-1
- 技術開発部 - 鹿島工場内

## 参考資料
1. 1 2 3 4 5  “富山薬品工業株式会社”.   富山薬品. 2015年4月17日閲覧。
2. ↑  “2日間のCPSがもたらした問題認識と全社合意”. iMagazine (アイマガジン) 3. (2007) 2015年4月17日閲覧。.
3. 1 2 3 4 5  “高純度化学薬品の安定供給を支える日立産機システムの省エネ機器” (PDF). VoltAge21. 躍進する企業を訪ねてvol.103 (日立産機システム) 66. (2013) 2015年4月17日閲覧。.
4. ↑  “富山薬品工業株式会社”.   富山薬品工業. 2015年4月17日閲覧。
5. ↑  “原発被災の富山薬品、茨城に新工場”.  日本経済新聞 (2011年8月10日). 2015年4月17日閲覧。
6. ↑  “アルミ電解コンデンサに供給懸念、薬品メーカー被災－関連株が急落”.  ブルームバーグ (2011年3月24日). 2015年4月17日閲覧。
7. ↑  “〔アングル〕東日本大震災で次世代電池に材料懸念、「エコカー戦略」失速も”.  ロイター (2011年3月23日). 2015年4月17日閲覧。